# Chlorocichla flaviventris
Chlorocichla flaviventris là một loài chim trong họ Pycnonotidae.

## Hình ảnh

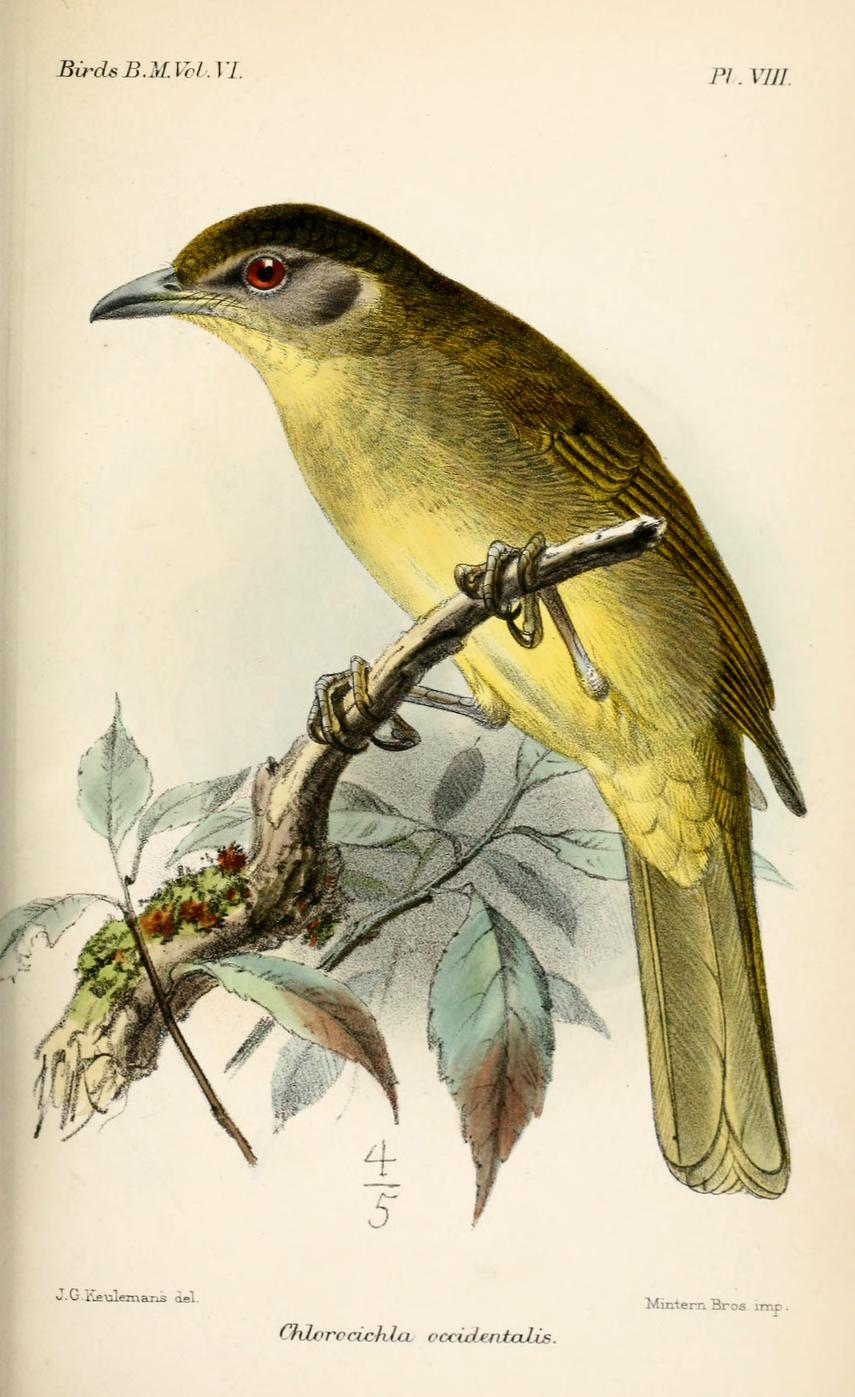
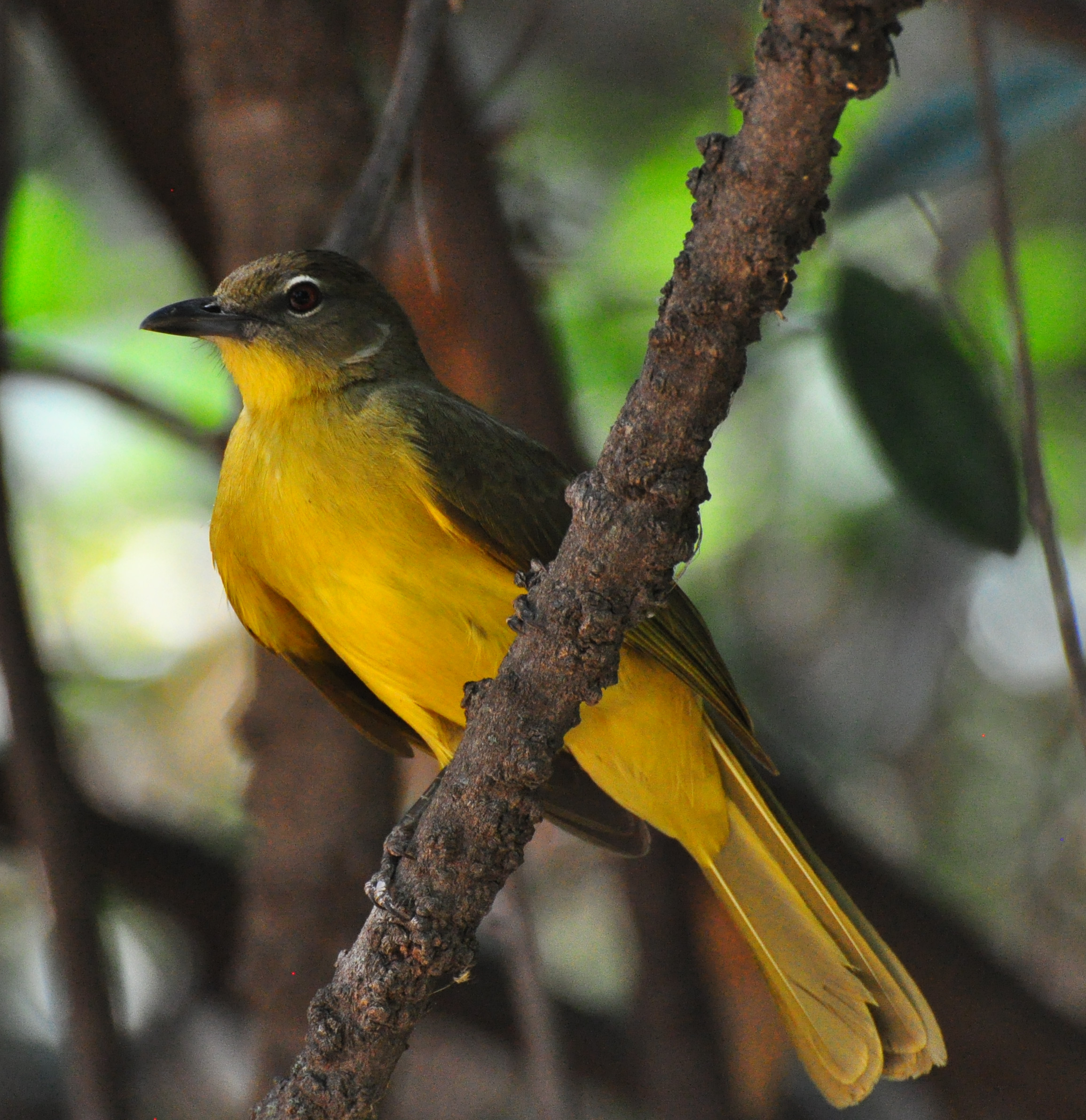